# Hospers
Hospers est une ville du comté de Sioux, en Iowa, aux États-Unis. Elle est fondée en 1872 et incorporée le 6 décembre 1890.

## Source de la traduction
- (en) Cet article est partiellement ou en totalité issu de l’article de Wikipédia en anglais intitulé « Hospers, Iowa » (voir la liste des auteurs).